# 7980 Сенкевич
7980 Сенкевич (7980 Senkevich) — астероїд головного поясу, відкритий 3 жовтня 1978 року.
Тіссеранів параметр щодо Юпітера — 3,312.